# 4-Nitrophenetol
4-Nitrophenetol (p-Nitrophenetol) ist eine chemische Verbindung, die ein nitrosubstituiertes Derivat des Phenetols darstellt.

## Gewinnung und Darstellung
4-Nitrophenetol entsteht durch Veretherung von 4-Nitrophenol mit Ethylchlorid.
Alternativ kann es auch durch Reaktion von 4-Chlornitrobenzol mit Ethanol und einem Alkalimetallhydroxid gewonnen werden.

## Verwendung
4-Nitrophenetol ist Vorprodukt zur Herstellung von p-Phenetidin.